# Moanasaurus
Moanasaurus mangahouangae
Genre
Espèce
Synonymes
- † Rikisaurus tehoensis 
Wiffen, 1990
- † Mosasaurus flemingi 
Wiffen, 1990

Moanasaurus est un genre fossile de reptiles marins de la famille des Mosasauridae et de la tribu des Mosasaurini. Il a vécu dans ce qui est aujourd’hui la Nouvelle-Zélande, dans l'île du Nord, à la fin du Crétacé supérieur, au Campanien-Maastrichtien.
Une seule espèce est rattachée à ce genre, Moanasaurus mangahouangae, décrite en 1980| par Joan Wiffen.

## Étymologie
Le nom de genre Moanasaurus est une combinaison du mot du Māori moana, « mer » et du mot grec sauros « lézard », pour donner  « lézard de mer ». 

## Description
Moanasaurus est un très grand mosasaure connu à partir d'un crâne désarticulé, avec des dents, mais aussi des vertèbres, des côtes et des os des nageoires.
Il mesurait environ 12 mètres de long, et son crâne 78 centimètres, ce qui confirme que Moanasaurus est l'un des plus grands Mosasaurinae.